# Veronica Antal
Veronica Antal (n. 7 decembrie 1935, Nisiporești, România – d. 24 august 1958, Hălăucești, Iași, România) a fost o româncă de origine ceangăiască și de confesiune romano-catolică, membră a ordinului franciscan secular (terțiar). Veronica Antal era cunoscută pentru credința ei puternică și dragostea ei pentru Fecioara Maria; ea a dorit dintotdeauna să intre în viața consacrată și să devină călugăriță, dar, neavând posibilitatea, deoarece regimul comunist desființase toate ordinele religioase catolice, a făcut vot de castitate în privat și a trăit în lume, pe lângă casa părintească ca într-o mănăstire.

## Viața
Veronica Antal s-a născut pe 7 decembrie 1935 în localitatea Nisiporești, comuna Botești (atunci județul Roman) ca primul dintre cei patru copii a lui Gheorghe și Eva, fiind de origine ceangăiască. A primit botezul pe 8 decembrie, în parohia unde slujea părintele Felix Rafaelli, misionar italian aparținând Ordinului Franciscan Conventual (minorit). Părinții ei au numit-o Veronica în onoarea mătușii paterne, care a murit la o vârstă fragedă. Părinții ei fiind mult timp la muncă pe câmp, bunica ei, Zarafina, a fost cea care a crescut-o în credință; deja în copilărie s-a manifestat devotamentul ei față de Sfânta Fecioară.

### Moartea
În seara zilei de 24 august 1958, în timp ce se întorcea de la o parohie învecinată, după participarea la Sf. Liturghie unde episcopul Petru Pleșca administrase taina mirului mai multor tineri, un tânăr pe nume Pavel Mocanu a început să o hărțuiască în drum spre casă. El i-a făcut propuneri indecente și apoi a atacat-o într-un efort zadarnic de a o viola. Aceasta s-a opus violului, iar individul a înjunghiat-o mortal de 42 de ori. Părinții ei s-au alarmat de faptul că ea nu s-a întors acasă și au început să o caute. În dimineața următoare, niște locuitori din satul Nisiporești, în drum spre locul de muncă i-au descoperit cadavrul în mijlocul câmpului; au constatat că ținea strâns în mână rozariul de care nu se despărțea niciodată. Era cu fața în jos, plină de sânge, cu o cruce din coceni de porumb pe spate. Înmormântarea ei a avut loc pe 27 august. O prietenă prezentă cu Veronica Antal în acea duminică la Sf. Liturghie a spus că „Veronica părea palidă și abătută” și mai târziu a luat masa cu o prietenă, după care au plecat cu toții acasă.
După moartea ei a devenit cunoscută ca „Sfânta Veronica” și ca „Maria Goretti a României”, din cauza felului în care a murit, asemănător cu cel al Mariei Goretti⁠(en)[traduceți].

## Beatificarea
Cauza de beatificare a fost deschisă în anul 2003 în localitatea Nisiporești, județul Neamț, în cadrul unei liturghii prezidate de episcopul Petru Gherghel. 
Procesul beatificării s-a deschis sub papa Ioan Paul al II-lea la 10 iulie 2003, după ce Congregația pentru Cauzele Sfinților a emis oficial edictul nihil obstat (= nimic împotrivă) și a intitulat-o pe Veronica Antal Slujitoare a Domnului; procesul diecezan a avut loc în dieceza de Iași, între 25 noiembrie 2003 și 12 noiembrie 2006. Documentele colectate în această perioadă (inclusiv cele 227 de mărturii scrise adunate de Pr. Anton Demeter în 1994) au fost sigilate în cutii și trimise la Roma unde C. C. S. a validat procesul pe 24 mai 2008.
Liturghia de beatificare a fost prezidată de cardinalul Giovanni Angelo Becciu în data de 22 septembrie 2018 la Nisiporești, în județul Neamț.
Postulatorul general al cauzei de beatificare a fost părintele franciscan conventual Damian-Gheorghe Pătrașcu.